# Berliner Tor station
Berliner Tor är en pendeltågs- och tunnelbanestation i Hamburg, Tyskland. Stationen trafikeras av Hamburgs pendeltåg och Hamburgs tunnelbana. Stationen ligger i St. Georg i stadsdelen Hamburg-Mitte och öppnade 1906 och tunnelbanestationen 1912. 1967 ersatte en nybyggd fyrspårig U-Bahnstation den gamla från 1912. Detta är en av de större knutpunkterna i Hamburg där fyra pendeltågslinjer S1 och S2 trafikerar tillsammans med tunnelbanans linjer U2, U3 och linje U4 som öppnade 2012. S-bahnstationen ligger längs Hamburg-Altona-länken.

## Bilder

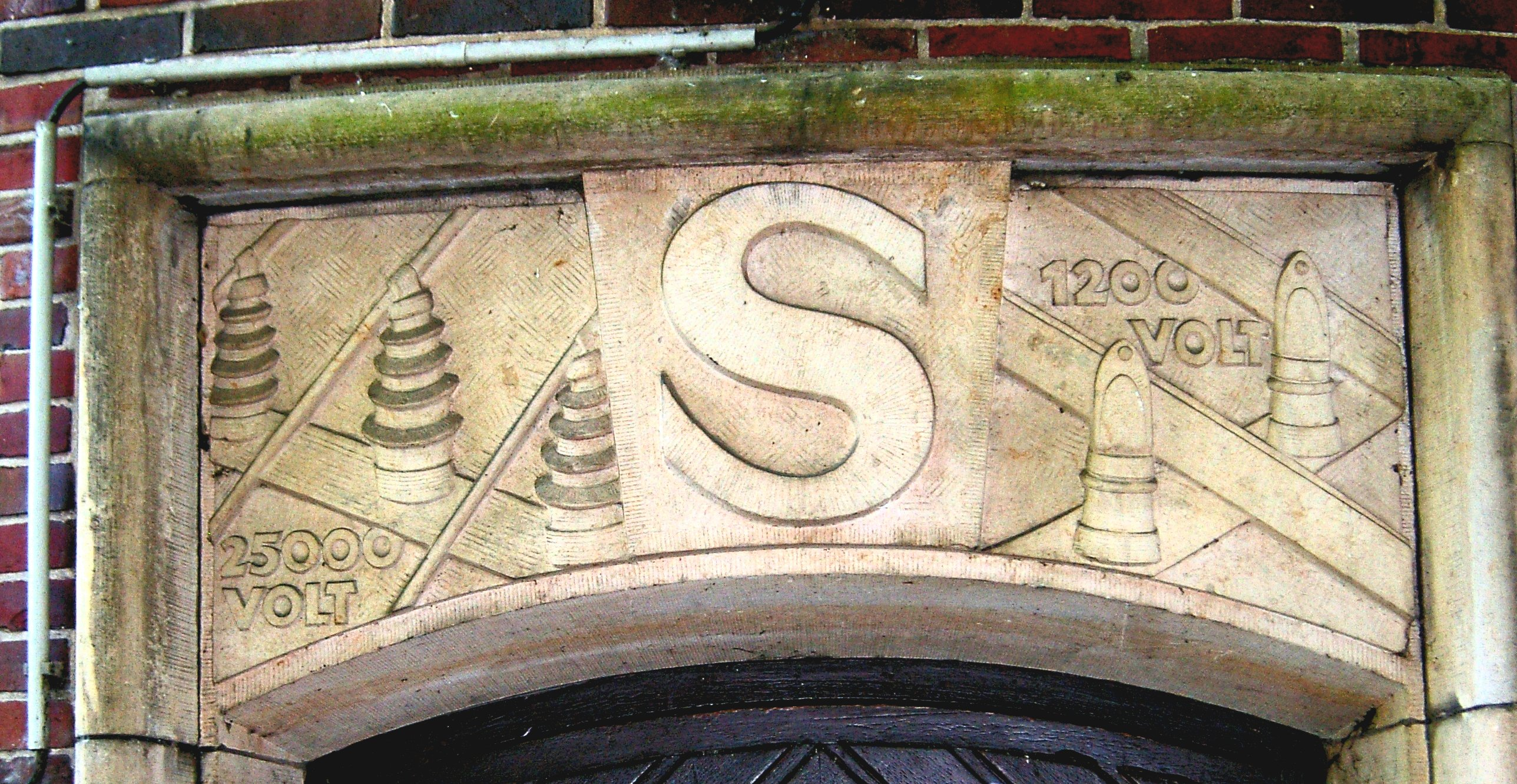
S-Bahn entré
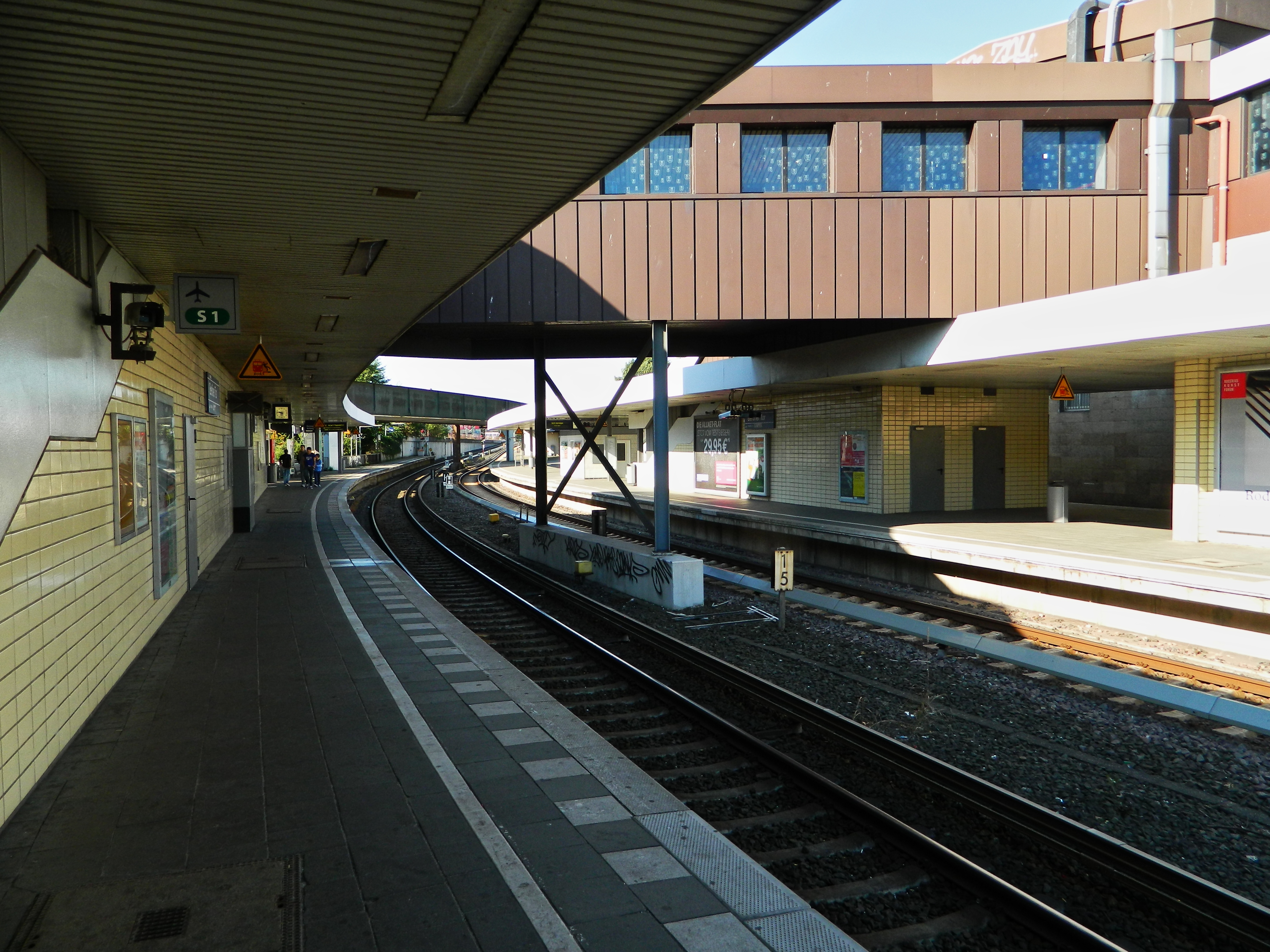
S-Bahn
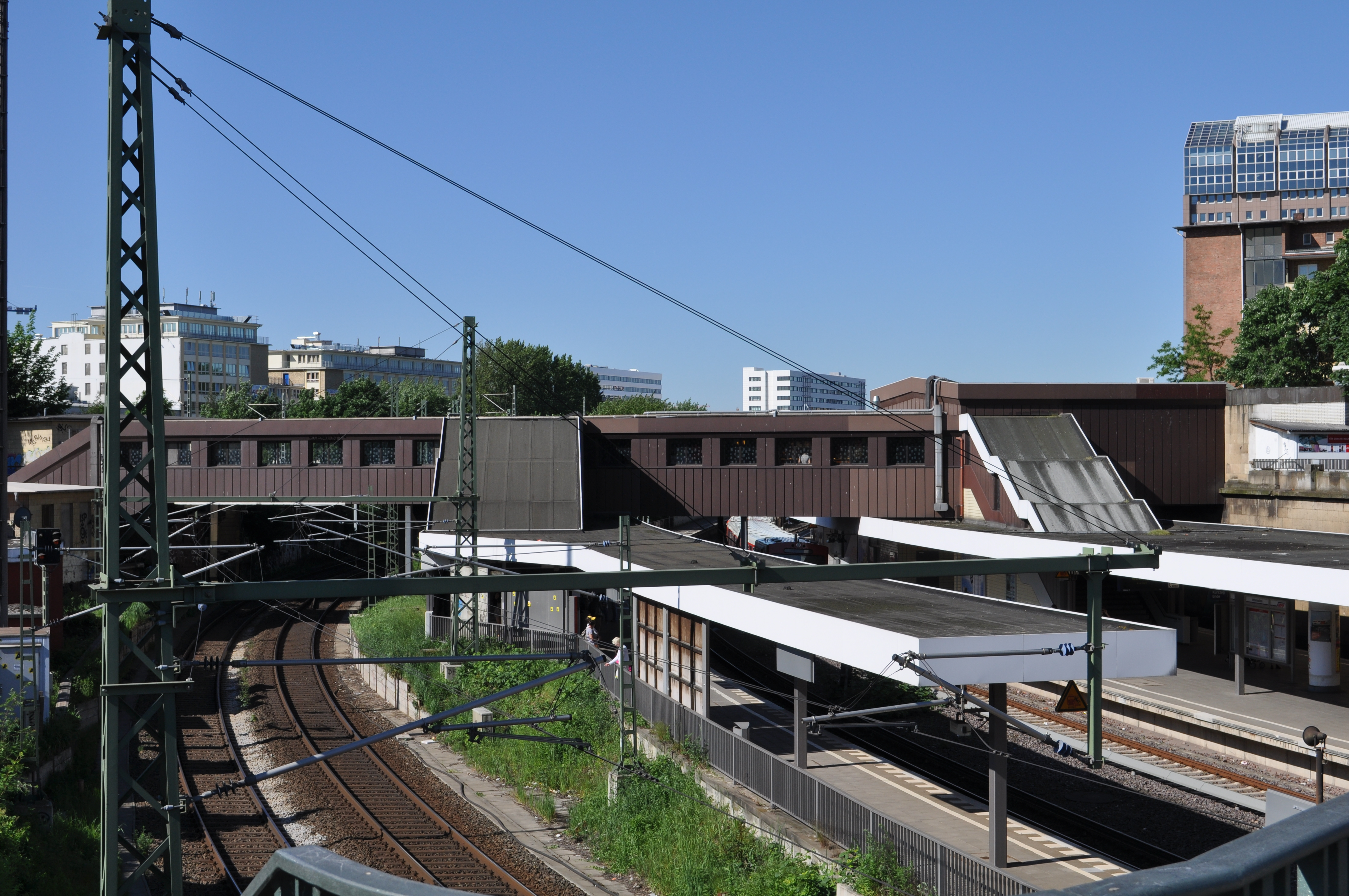
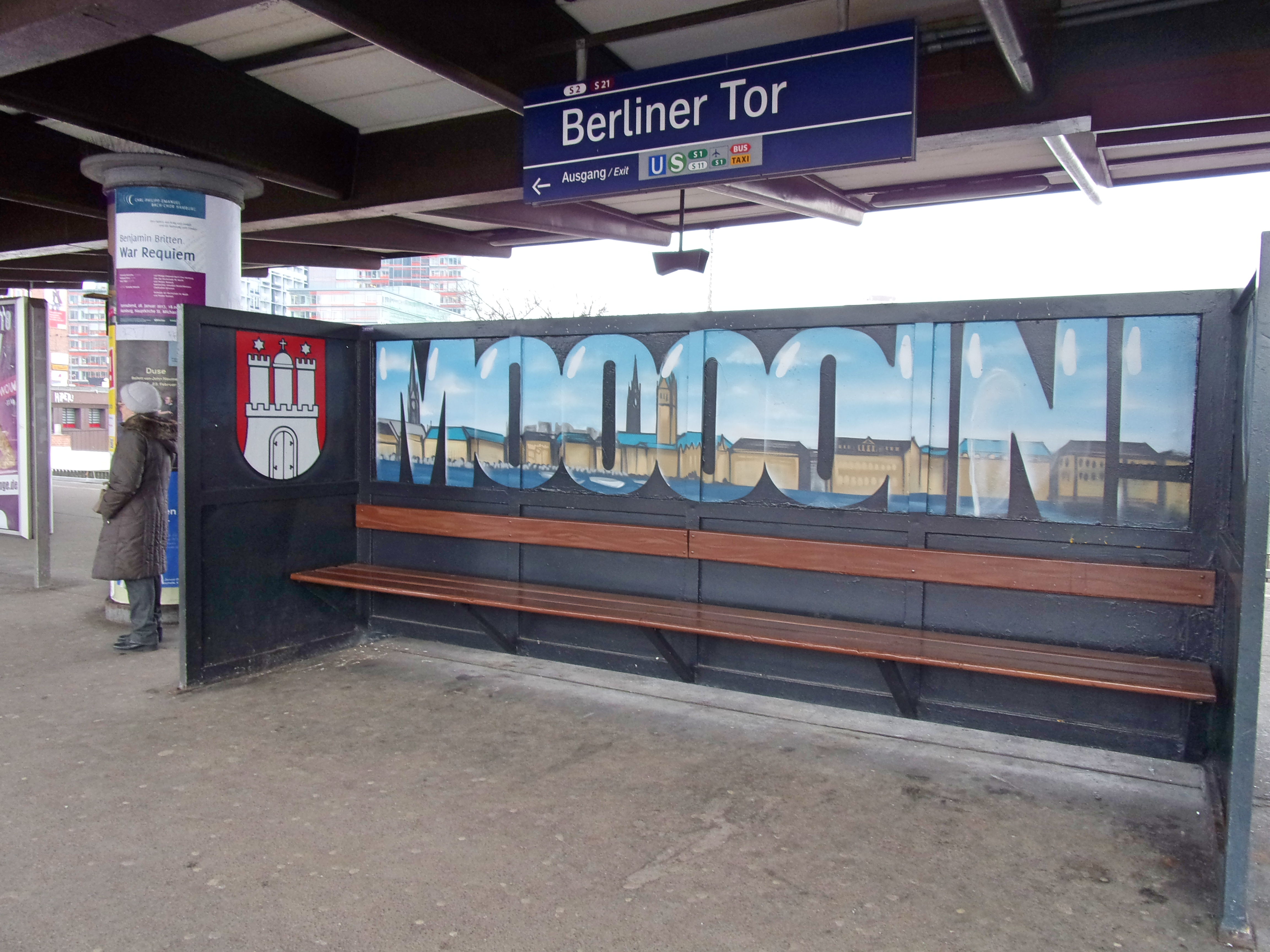
S-Bahn
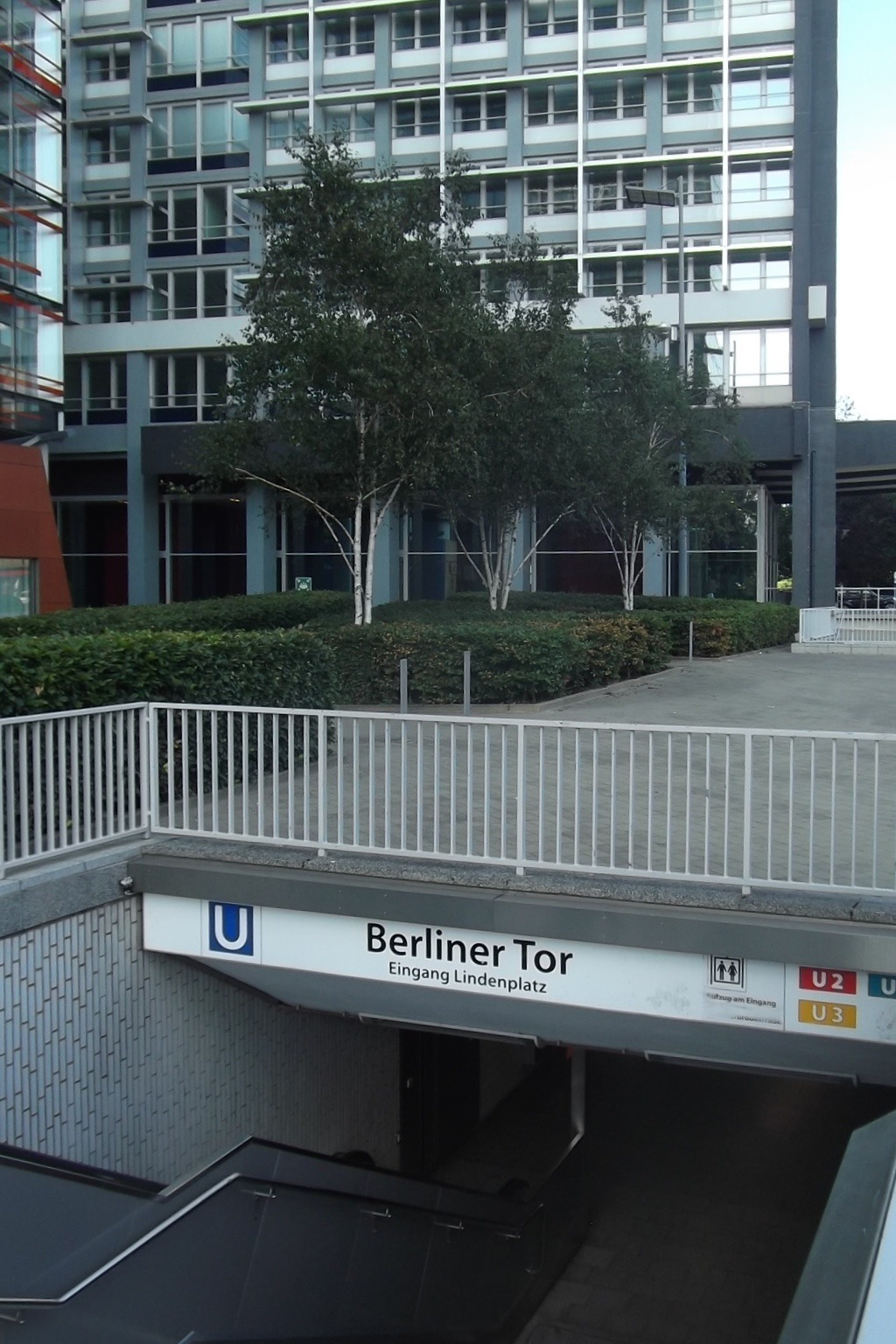
U-Bahn entré
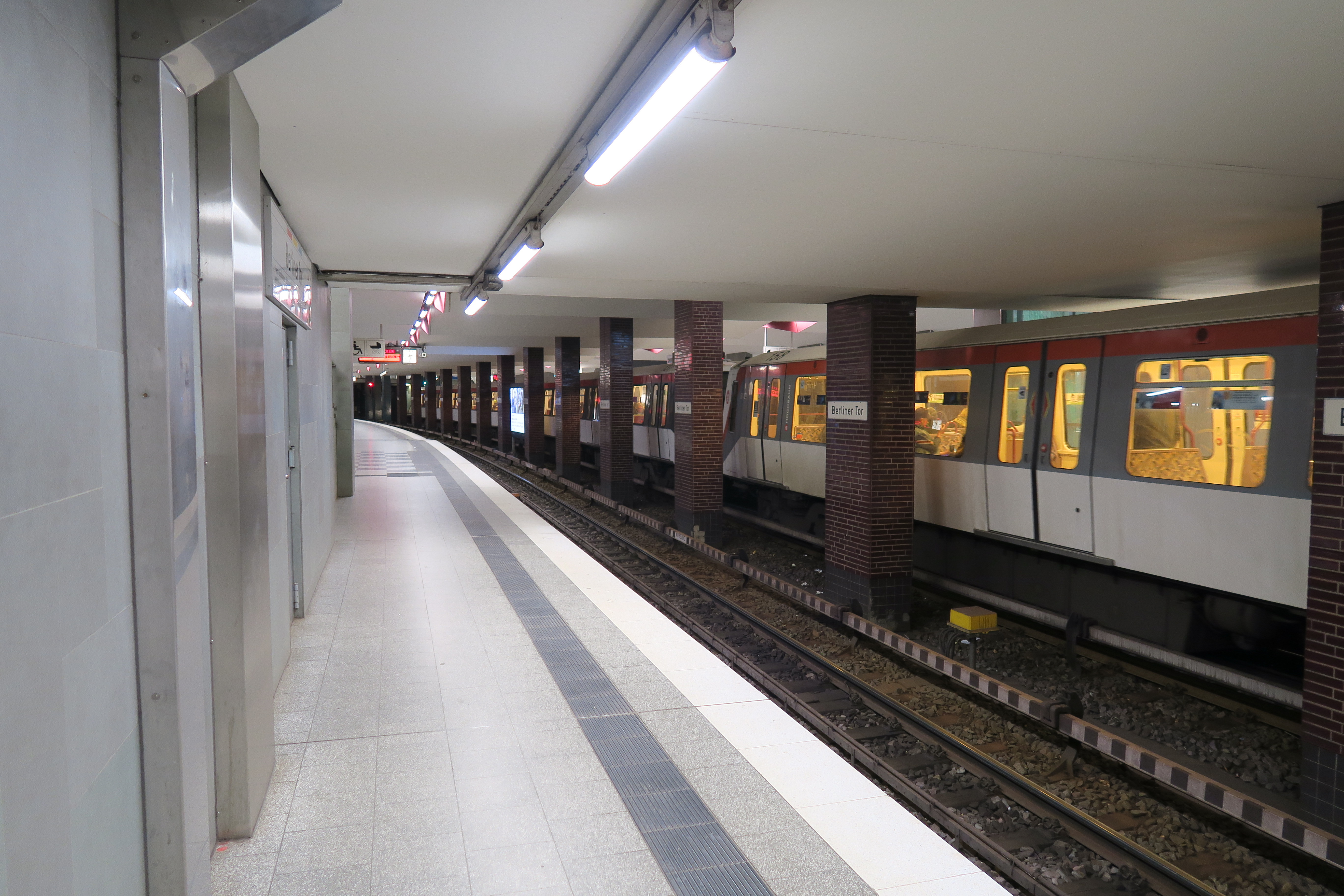
U-Bahn
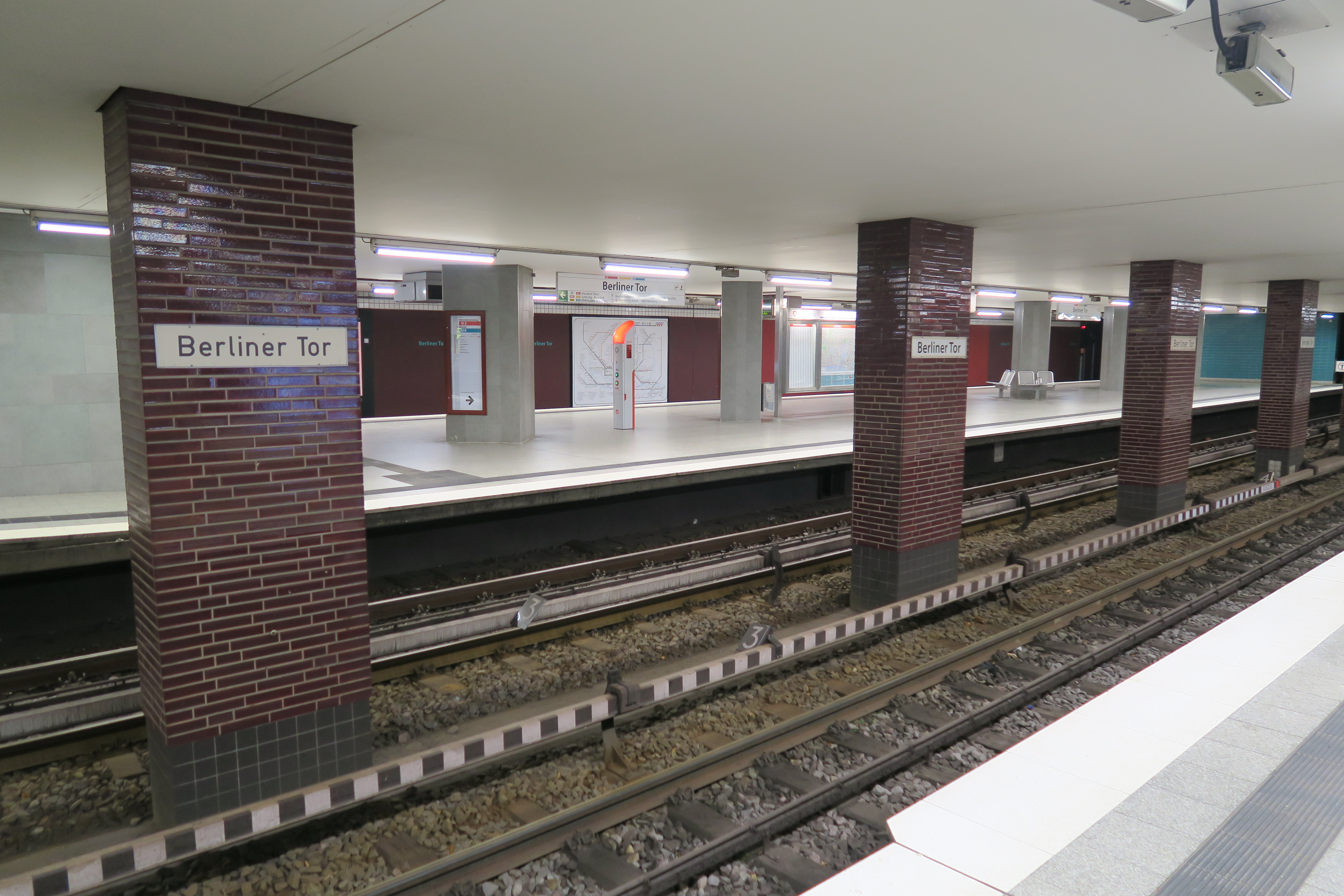
U-Bahn med flera spår
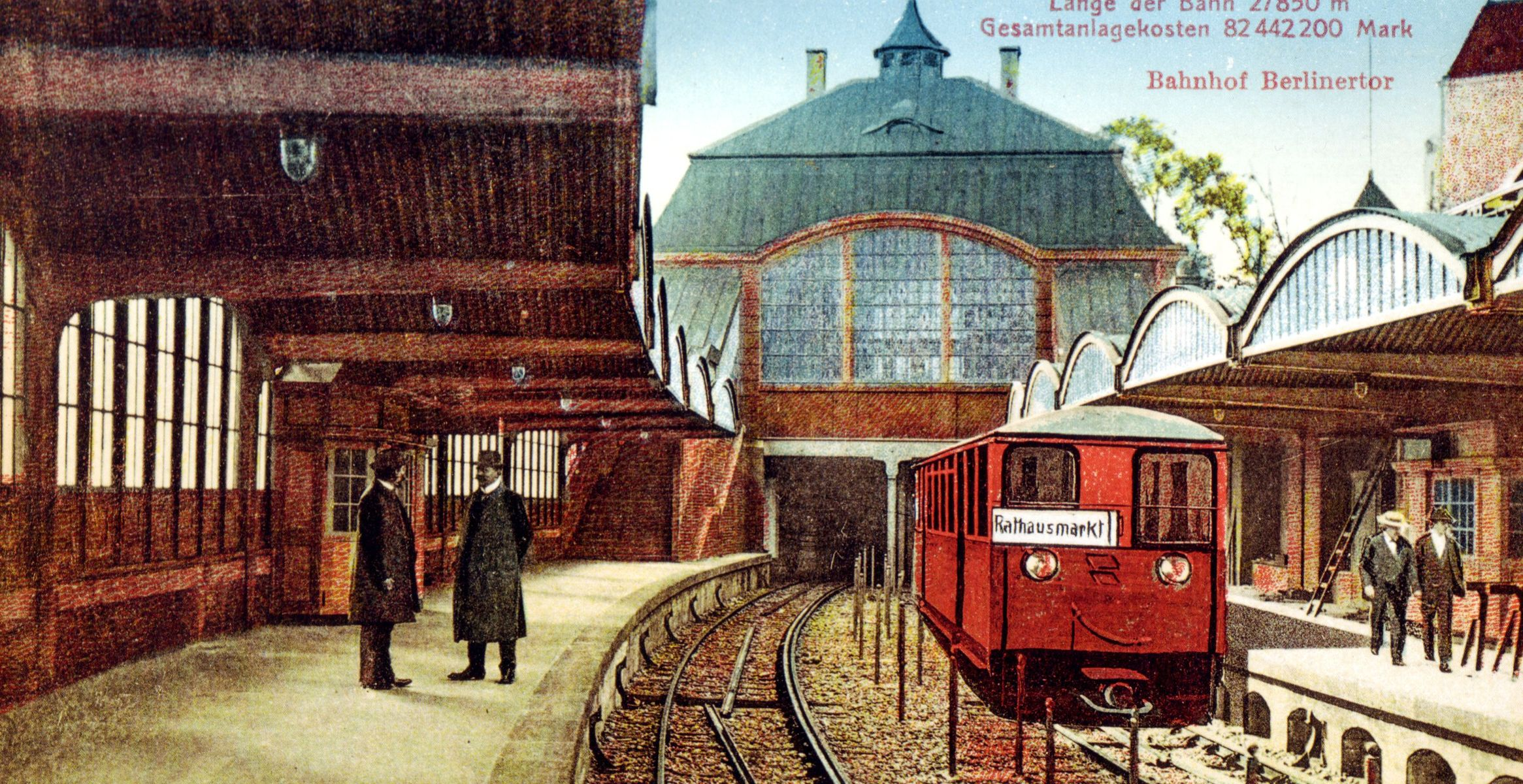
U-Bahns originalstation 1912